# Urszula Kiebzak
Urszula Kiebzak (ur. 29 grudnia 1955 r. w Poznaniu) – aktorka, absolwentka Wydziału Aktorskiego Państwowej Wyższej Szkoły Teatralnej im. L. Solskiego w Krakowie. Wychowanka prof. Jerzego Jarockiego, Krzysztofa Kieślowskiego i Jerzego Grotowskiego.
Od 1 lipca 1979 zatrudniona w Starym Teatrze w Krakowie, gdzie pracuje do dziś. W ciągu trzydziestu lat pracy spotkała się i pracowała z takimi reżyserami jak: Jerzy Jarocki, Andrzej Wajda, Jerzy Grzegorzewski, Mikołaj Grabowski, głównie Krystian Lupa i Jego uczniowie.  Jest również wykładowcą w Studium Aktorskim Danuty Owczarek i Doroty Pomykały w Katowicach.

## W teatrze
- 2011 - Mewa Antoni Czechow (reż. P. Miśkiewicz), jako Masza
- 2009 - Dwanaście stacji T. Różyckiego (reż. E. Rysowa), jako ciotka, kierowca Pekaesu
- 2008 - Ultra  FACTORY 2 zbiorowa  fantazja zainspirowana twórczością A. Warhola (reż. i scen. K. Lupa)
- 2007 - Oczyszczenie P. Zelenki (reż. P. Zelenka), jako Marta
- 2007 - Peer Gynt reż. P. Miśkiewicz, Warszawa, Teatr Dramatyczny,  jako Anitra i Salome
- 2006 - Tartuffe Moliera (reż., oprac. tekstu i oprac. muz. M. Grabowski), jako Doryna
- 2006 - Sen nocy letniej według W. Shakespeare’a (adapt. i reż. M. Kleczewska), jako Krystyna
- 2006 - Przedtem/Potem R. Schimmelpfenniga (reż. i oprac. muz. P. Miśkiewicz), jako Żona Mężczyzny w Obrazie
- 2005 - Komponenty M. Owsiany (reż. M. Borczuch), jako ciotka Ulki
- 2004 - Zarasutra według F. Nietzschego. Trylogia E. Schleefa (reż. i scen. K. Lupa), jako cień, wariatka z szufladą
- 2004 - Przypadek Klary D. Loher (reż. P.Miśkiewicz), jako Elżbieta
- 2004 - Niewinna D. Loher (reż. P. Miśkiewicz), jako Ella
- 2002 - Mistrz i Małgorzata według M. Bułhakowa (reż. i scen. K. Lupa), jako Praskowia Fiodorowna, Bufetowa
- 1999 - Przebudzenie wiosny F. Wedekinda (reż. P. Miśkiewicz), jako pani Gabor
- 1999 - Bracia Karamazow F. Dostojewskiego (reż., scen. K. Lupa), jako Ninoczka
- 1998 - Wspólny pokój Z. Uniłowskiego (reż. I. Kempa), jako kobieta w kawiarni
- 1998 - Lunatycy - Huguenau  czyli Rzeczowość H.  Brocha (reż. K. Lupa), jako siostra Matylda
- 1998 - Lunatycy cz.  I - Huguenau czyli Rzeczowość H. Brocha (reż. K. Lupa), jako Erna
- 1997 - Faust cz. I J.W. Goethego (reż. J. Jarocki), jako półczarownica
- 1996 - Romulus Wielki F. Dürrenmatta (reż. G. Pampiglione), jako jedna z postaci w Chórze  Germanów
- 1996 - Peer Gynt H.Ibsena (reż. M. Fiedor), jako Pasterka, Troll
- 1995 - Reformator M. Kulisza (reż. R. Zioło), jako prostytutka II
- 1993 - Zatrute pióro R. Harwooda (reż. K. Orzechowski), jako Peanut Coe
- 1993 - Jak wam się podoba W. Shakespeare' a (reż. T. Bradecki), jako Audrey
- 1992 - Tak zwana ludzkość w obłędzie według S.I. Witkiewicza (reż. J. Grzegorzewski), jako *Ochotniczka Rozstrzeliwaczka
- 1992 - Rękopis znaleziony w Saragossie J. Potockiego (reż. T. Bradecki), jako żona Nieznajomego
- 1992 - Ich czworo G. Zapolskiej (reż. K. Orzechowski), jako sługa
- 1991 - Śmierć Iwana Iljicza według L. Tołstoja (reż. J. Grzegorzewski), jako dziewczę na balu
- 1991 - Malte albo Tryptyk marnotrawnego  syna według R.M. Rilkego (reż i scen.  K. Lupa), jako Zofia, Siwersen
- 1991 - Dom Bernardy Alba F. G. Lorci (reż. K. Raper), jako Martirio
- 1989 - Urodziny Smirnowej L. Pietruszewskiej (reż. R. Kozak), jako Ela Smirnowa
- 1989 - Tęsknota za Frisco J. Tuwima (reż. J. Fedorowicz), jako jedna z postaci
- 1988 - Operetka W. Gombrowicz (reż. T. Bradecki), jako pani U
- 1987 - Republika marzeń B. Schulza (reż. R. Zioło), jako Polda
- 1986 - Termopile polskie T. Micińskiego (reż. K. Babicki), jako Rumiancewa, Pani, Nimfa,  Zakonnica
- 1984 - Gra o każdym według J. Iwaszkiewicza (reż. A. Dziuk), jako Meluzyna
- 1984 - Antygona Sofokles (reż. A. Wajda), jako jedna z postaci w chórze
- 1983 - Życie jest snem P. Calderona de la Barci (reż. J. Jarocki), jako Estrella
- 1982 - Oresteia Aischylosa  (reż. Z. Hübner), jako Kassandra
- 1981 - Łgarz C. Goldoniego (reż. G. Pampiglione), jako Colombina (wyróżnienie za rolę na XXII Kaliskich *Spotkaniach Teatralnych,  1982)
- 1980 - Sytuacja bez wyjścia J. Leczera (reż. J. Radziwiłowicz), jako Asystentka

## W filmie i teatrze telewizji
- 2003 - Rajski ogródek - Szkice z Różewicza (asystent reżysera)
- 1998 - Tak zwana ludzkość w obłędzie (obsada aktorska)
- 1998 - Julia (obsada aktorska - manicurzystka)
- 1997 - Skarb Szeryfa (obsada aktorska - matka Tomka)
- 1996 - Tu się urodziłem (obsada aktorska - Petrysowa)
- 1996 - Słoneczko (obsada aktorska - służąca doktora)
- 1994 - Ziarno zroszone krwią (obsada aktorska)
- 1994 - Gość oczekiwany (obsada aktorska - żona Filipa)
- 1992 - Najzwyklejszy cud (obsada aktorska - dama dworu)
- 1991 - Garść piasku (obsada aktorska - Iwona)
- 1990 - Reformator (obsada aktorska - prostytutka)
- 1989 - Diaboliada (obsada aktorska)
- 1985 - Nad wodą wielką i czystą (obsada aktorska)
- 1984 - Owcze źródło (obsada aktorska - Laurencja)
- 1984 – Stara baśń (obsada aktorska - Dziwa)
- 1984 - Koty Eliota (obsada aktorska - Kotka)
- 1983 - Psychoterapia (obsada aktorska - Anna) (reż. M. Drygas pod opieką K. Zanussiego i K. Kieślowskiego)
- 1983 – Program poetycki TV Rilkego
- 1981 - My wciąż spieszący (obsada aktorska)
- 1981 - Kucharki (obsada aktorska - Mała)
- 1980 - Borys Godunow (obsada aktorska - Rózia)
- 1980: Z biegiem lat, z biegiem dni... (odc. 1)

## Dyskografia
- 1981 – „Śpiewające obrazy” MAREK GRECHUTA – współudział w piosenkach:

Szary gołąb na ramieniu, Picasso, Gdyby był taki aparat, Modiliani, Inna kuchnia, inna moda – Renua, Song Desdemony, do spektaklu J. Machulskiego „Otello Shakespeare”
- 1981 - „Świecie nasz” MAREK GRECHUTA – Wiosna, wiosna, ach to ty.